# Esther Bialas
Esther Bialas (* 1982 in Hamburg) ist eine deutsche Regisseurin und Kostümbildnerin.

## Leben
Bialas begann 1996 ihre Laufbahn in der Off-Theater-Szene in Berlin und Hamburg. Sie studierte Kostümdesign an der Fachhochschule für Gestaltung Hamburg. Sie arbeitete als Regisseurin für Film und Fernsehen, etwa inszenierte sie die Fernsehfilme Wo kein Schatten fällt und So laut du kannst und ist auf der Bühne als Kostümbildnerin tätig.
Esther Bialas lebt in Berlin.

## Filmografie
- 2009: A Late Fame (Kurzfilm)
- 2009: Nichts von Bedeutung (Kurzfilm)
- 2011: Die Katze tanzt (Kurzfilm)
- 2012: Landerdbeeren (Kurzfilm)
- 2013: Stürzende Tauben (Kurzfilm)
- 2015: Komm schon! (Fernsehserie, 2 Folgen)
- 2018: Wo kein Schatten fällt (Fernsehfilm)
- 2019–2021: SOKO Hamburg (Fernsehserie, 7Folgen)
- 2021: Upon Her Lips: Pure Feels
- 2021: Solo für Weiss – Das letzte Opfer (Fernsehfilm)
- 2022: So laut du kannst (Fernsehfilm)
- 2022: Another Monday (Fernsehserie, 6 Folgen)
- 2024: Charité (Fernsehserie, 6 Folgen)